# FC 72 Erpeldange
El FC 72 Erpeldange es un equipo de fútbol de Luxemburgo que milita en la Primera División de Luxemburgo, la tercera liga de fútbol más importante del país.

## Historia
Fue fundado en el año 1972 en la ciudad de Erpeldange, al noreste de Luxemburgo y nunca han jugado en la Division Nationale, militando principalmente entre el tercer y cuarto nivel del fútbol en Luxemburgo.
Nunca han ganado algún título importante en su historia..

## Palmarés
- Primera División de Luxemburgo - Grupo A: 1

2016/17